# Louise Vale
Louise Vale, nata Loise St. George (1881 – Madison, 28 ottobre 1918), è stata un'attrice e sceneggiatrice statunitense.
Moglie del regista Travers Vale, l'attrice - che morì giovane, a 37 anni - ebbe una breve carriera cinematografica che durò dal 1912 al 1918, l'anno della sua morte dovuta a una polmonite contratta mentre faceva la cameriera volontaria per l'YMCA (l'Associazione Cristiana dei Giovani).

## Filmografia
- The Old Organist - cortometraggio (1912)
- The Wedding March - cortometraggio (1912)
- The Debt - cortometraggio (1912)
- For the Love of Mike - cortometraggio (1912)
- Paul and Virginia - cortometraggio (1912)
- The Blacksmith's Story, regia di Travers Vale - cortometraggio (1913
- Till Death Do Us Part, regia di Travers Vale - cortometraggio
- Tony, the Tenor, regia di Travers Vale - cortometraggio (1913)
- School Days, regia di Travers Vale - cortometraggio (1913)
- When a Girl Loves, regia di Travers Vale - cortometraggio
- The Code of the U.S.A., regia di Travers Vale - cortometraggio
- Streets of New York - mediometraggio (1913)
- The Girl of the Sunny South, regia di Travers Vale - mediometraggio (1913)
- A Rough Diamond - cortometraggio (1913)
- Day Break, regia di Travers Vale - cortometraggio (1914)
- The Fallen Angel, regia di Travers Vale - cortometraggio (1914)
- The Dilemma, regia di George Morgan - cortometraggio (1914)
- Children of Destiny, regia di J. Farrell MacDonald - cortometraggio (1914)
- The Restless Woman, regia di Travers Vale - cortometraggio (1914)
- A Friend of the District Attorney, regia di Travers Vale - cortometraggio (1914)
- Melody and Art, regia di Travers Vale - cortometraggio (1914)
- Her Big Scoop, regia di Travers Vale - cortometraggio (1914)
- Under the Skin, regia di Travers Vale - cortometraggio (1914)
- The Science of Crime, regia di George Morgan - cortometraggio (1914)
- Her Neighbors Next Door, regia di Travers Vale - cortometraggio (1914)
- The Honor of the Law, regia di Travers Vale - cortometraggio (1914)
- The Prospectors, regia di Travers Vale - cortometraggio (1914)
- The World and the Woman, regia di Travers Vale - cortometraggio (1914)
- A Bit of Human Driftwood, regia di Travers Vale - cortometraggio (1914)
- The Condemning Hand, regia di Travers Vale - cortometraggio (1914)
- The District Attorney's Burglar, regia di Travers Vale - cortometraggio (1914)
- The Man from the Past, regia di Travers Vale - cortometraggio (1914)
- For the Cause, regia di Travers Vale - cortometraggio (1914)
- Merely Mother, regia di Travers Vale - cortometraggio (1914)
- The Derelicts, regia di Travers Vale - cortometraggio (1914)
- The Iron Master, regia di Travers Vale - cortometraggio (1914)
- The Ticket-of-Leave Man, regia di Travers Vale - cortometraggio (1914)
- The New Magdalen, regia di Travers Vale - cortometraggio (1914)
- Ernest Maltravers, regia di Travers Vale - cortometraggio (1914)
- The Closing Web - cortometraggio (1914)
- A Scrap of Paper, regia di Travers Vale - cortometraggio (1914)
- The Crimson Moth, regia di Travers Vale - cortometraggio (1914)
- The Third Act, regia di Travers Vale - cortometraggio (1915)
- File No. 113 - cortometraggio (1915)
- Three Hats, regia di Travers Vale - cortometraggio (1915)
- Dwellers in Glass Houses - cortometraggio (1915)
- His Romany Wife - cortometraggio (1915)
- Aurora Floyd, regia di Travers Vale - cortometraggio (1915)
- After the Storm, regia di Travers Vale - cortometraggio (1915)
- The Americano, regia di Travers Vale - cortometraggio (1915)
- The Quicksands of Society - cortometraggio (1915)
- Adam Bede, regia di Travers Vale - cortometraggio (1915)
- The Confession - cortometraggio (1915)
- The Maid o' the Mountain, regia di Travers Vale - cortometraggio (1915)
- Man and His Master, regia di Travers Vale - cortometraggio (1915)
- Mrs. Van Alden's Jewels, regia di Travers Vale - cortometraggio (1915)
- Under Two Flags, regia di Travers Vale - cortometraggio (1915)
- The Drab Sister, regia di Travers Vale - cortometraggio (1915)
- Jane Eyre, regia di Travers Vale - cortometraggio (1915)
- East Lynne, regia di Travers Vale - cortometraggio (1915)
- The Soul of Pierre, regia di Travers Vale - cortometraggio (1915)
- The Country Parson - cortometraggio (1915)
- The Worth of a Woman, regia di Travers Vale - cortometraggio (1915)
- Harvest - cortometraggio (1915)
- Between Father and Son, regia di Travers Vale - cortometraggio (1915)
- The Reproach of Annesley - cortometraggio (1915)
- The Hungarian Nabob, regia di Travers Vale - mediometraggio (1915)
- A Woman Without a Soul, regia di J. Farrell MacDonald - cortometraggio (1915)
- The Woman of Mystery, regia di Travers Vale - cortometraggio (1915)
- A Life Chase, regia di Travers Vale - cortometraggio (1916)
- A Beast of Society, regia di Travers Vale - cortometraggio (1916)
- The Sex Lure, regia di Ivan Abramson (1916)
- Easy Money, regia di Travers Vale (1917)
- The Witch Woman, regia di Travers Vale (1918)
- Journey's End, regia di Travers Vale (1918)
- Vengeance, regia di Travers Vale (1918)